# Metsapere (Lääne-Saare)
Metsapere est un village de la commune de Lääne-Saare du comté de Saare en Estonie.
Au 31 décembre 2011, il compte 6 habitants.